# Нисиноомоте
Нисиноо́моте (яп. 西之表市 Нисиноомотэ-си) — город в Японии, находящийся в округе Кумагэ префектуры Кагосима. Площадь города составляет 205,78 км², население — 16 220 человек (1 августа 2014), плотность населения — 78,82 чел./км².

## Географическое положение
Город расположен на острове Танэгасима в префектуре Кагосима региона Кюсю. С ним граничит посёлок Накатане.

## Население
Население города составляет 16 220 человек (1 августа 2014), а плотность — 78,82 чел./км². Изменение численности населения с 1980 по 2005 годы:
| 1980 | 23 537 чел. |  |
| 1985 | 22 692 чел. |  |
| 1990 | 20 952 чел. |  |
| 1995 | 19 822 чел. |  |
| 2000 | 18 866 чел. |  |
| 2005 | 18 198 чел. |  |

## Символика
Деревом города считается Ficus superba, цветком — Leucolirion.